# Вундерлих, Клаус
Кла́ус Ву́ндерлих (нем. Klaus Wunderlich; 18 июня 1931, Хемниц — 28 октября 1997, Энген) — немецкий электроорганист, пианист, аранжировщик и композитор. Первоначально играл на электрооргане Хаммонда, затем переключился на более новую разновидность электрооргана и на синтезатор. Соединял в своих произведениях различные стили — классика, оперетта, театр Бродвея, поп-музыка. В различных странах мира было продано свыше 20 млн его записей.
На сайте, посвящённом его памяти, говорится: «Это является высочайшей целью для музыкантов во всём мире — создать своё собственное, неповторимое звучание. Клаус Вундерлих добился этого более 40 лет назад, в своей первой записи на органе Хаммонда. С того самого момента его имя неотъемлемо связано с электронными органами. Клаус был первый исполнитель, использовавший этот инструмент в немецкоговорящем мире. В наши дни он находится в вершине таблицы наиболее любимых и почитаемых исполнителей.»
Мелодии Вундерлиха — как собственные, так и аранжировки известных произведений — неоднократно использовались в мультсериале «Ну, погоди!». В частности, в выпуске 12 звучат сразу две его мелодии: «Lotto-Zahlen» и «Corn Flakes», в выпуске 13 — «Полёт шмеля» (аранжировка фрагмента из оперы Н. Римского-Корсакова), в выпуске 14 — «Bésame Mucho».
Умер от сердечного приступа.